# Gegantons Darsius i Gebàs
Gegantons Darsius i Gebàs són dos gegantons del Guinardó que representen dos bessons, alumnes del taller d'expressió i arts plàstiques Xerrac: ell figura que és pintor i ella, ceramista. Tant la indumentària com els complements que porten els relacionen plenament amb l'activitat que fan: en Darsius porta bata de pintor i té a les mans una paleta i un pinzell; la Gebàs duu una camisa per a no embrutar-se el vestit i a les mans hi té un gerro que sembla acabat de fer i una eina de polir.
La idea de construir els gegantons sorgeix a principi de la dècada dels noranta entre els nens i nenes del taller Xerrac, que volien unes figures que poguessin portar per acompanyar els gegants del Guinardó a les trobades i cercaviles.
Els alumnes mateix s'encarregaren de construir els gegantons, amb cartró pedra i fusta, i hi van voler reflectir dues tècniques que aprenien al taller: la ceràmica i la pintura. Els enllestiren el 1992 i aquell any mateix van crear la colla de Gegantons del Xerrac. Al maig, ja els van treure a ballar a la festa major del barri, en què no han deixat de participar d'ençà d'aleshores.
Els gegantons del Xerrac tenen ball propi des de l'any 2000: una peça musical de Teresa Cuxart, amb coreografia de Montserrat Cuxart.